# Евстратије Цариградски
Патријарх Јевстратије Гарида ( грч. Πατριαρχης Ευστρατιος Γαριδας ) — цариградски патријарх од 1081. до 1084. године.

## Биографија
Јевстратије је био евнух и уздигнут је на патријаршијски престо захваљујући утицају мајке цара Алексија I Комнина, Ане Даласине. Његова кандидатура није била случајна: Комнини су желели марионетског патријарха. Ана Комнена је писала о Евстратију као о ускогрудој личности лишеној политичких амбиција.
Током рата против Нормана Роберта Гискара, на почетку владавине Алексија I Комнина 1081-1082, Евстратије није одолео експропријацији уметничких дела и освећеног блага цариградских цркава, намењених да се претопи у златнике и платити издржавање војске Алексија I.
У пролеће 1082. године цар је добио денунцијацију против Јована Итала, познатог филозофа и ученика Михаила Псела. Научник је оптужен за ширење јеретичких мисли, као и идеја које су већ осудили Васељенски сабори. Патријарх Јевстратије Гарида, уместо да осуди Итала за јерес, постао је главни ширилац његовог учења. Свештенство се побунило и заједно са народом кренуло ка његовој резиденцији, претећи да ће избацити Евстратија кроз прозор. Међутим, донео је мудру одлуку и сам се одрекао чина патријарха.